# Claret (Alpes-de-Haute-Provence)
Claret település Franciaországban, Alpes-de-Haute-Provence megyében. Lakosainak száma 296 fő (2022. január 1.). Claret Curbans, Melve, Thèze, Monêtier-Allemont, Ventavon és Vitrolles községekkel határos.

## Népesség
A település népességének változása:
| Lakosok száma | 145  | 132  | 189  | 227  | 249  | 262  | 269  | 272  | 280  | 296  |
|               | 1968 | 1982 | 1990 | 2006 | 2013 | 2015 | 2017 | 2019 | 2020 | 2022 |